# Manhattanisierung

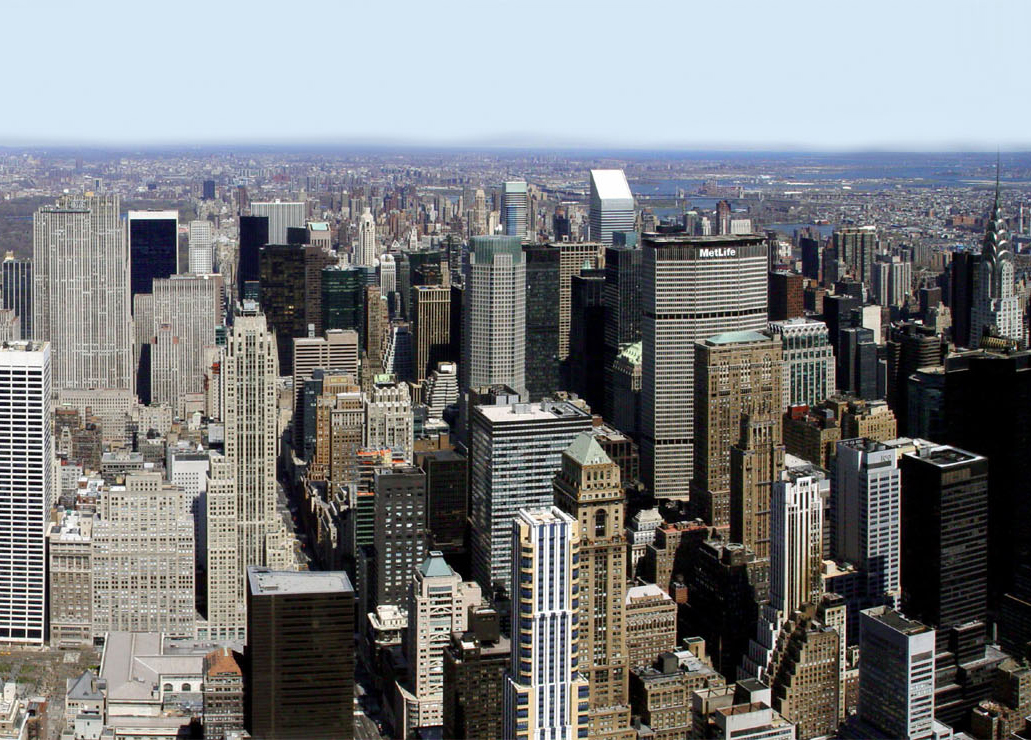
Der New Yorker Stadtteil Manhattan, aus dem sich der Begriff ableitet

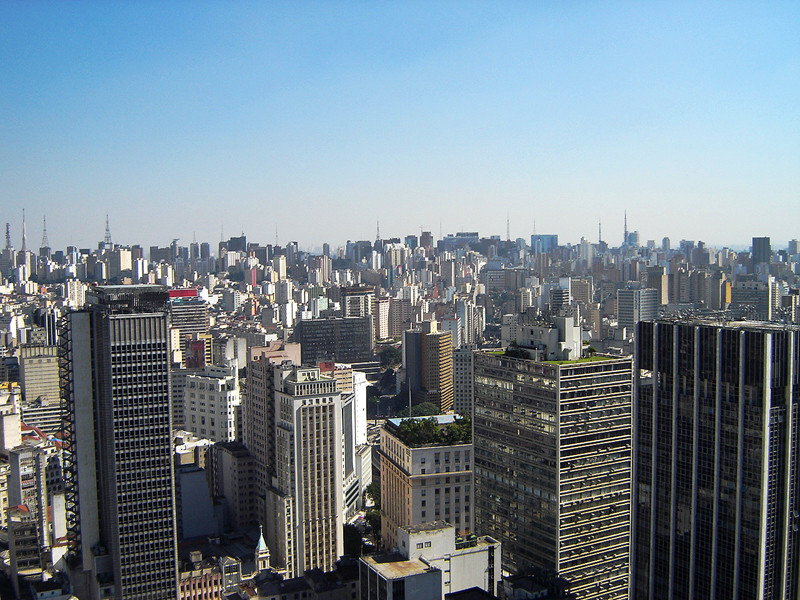
Eine hohe Dichte von Wolkenkratzern in São Paulo, Brasilien. Die Stadt hat die drittgrößte Anzahl an Gebäuden auf dem Planeten.

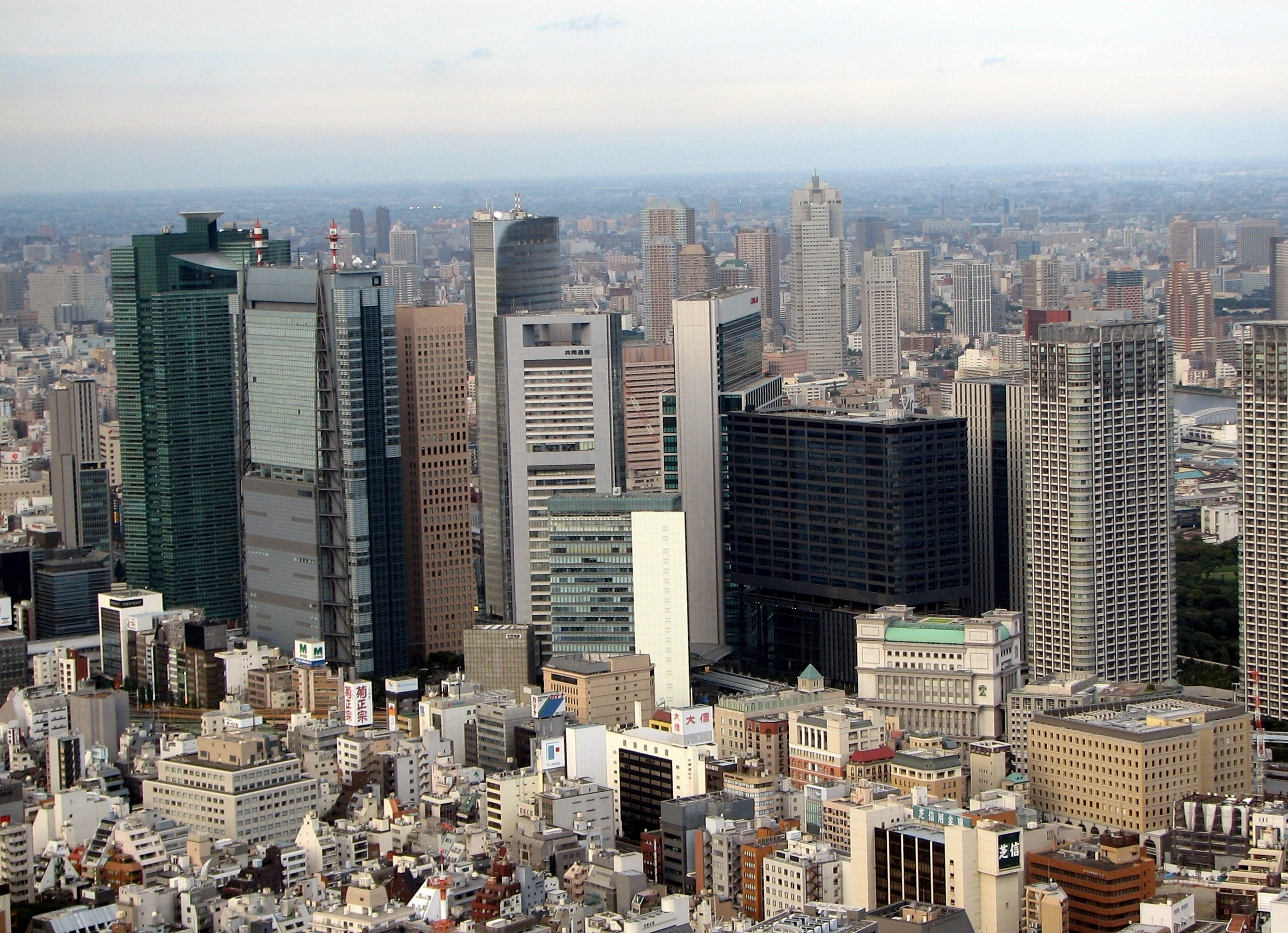
Shiodome Area im Tokio, Japan

Manhattanisierung [manhatani'zi:ʀʊŋ] (englisch Manhattanization) ist ein Neologismus, der das rasante vertikale urbane Wachstum eines Stadtkerns bezeichnet. Es ist ein pejorativer Ausdruck der vornehmlich von Kritikern jener Wolkenkratzer in San Francisco während der 1960er und 1970er verwendet wurde, durch die die Aussicht auf die Berglandschaft versperrt wurde. Wenn versucht wird, in Großstädten einen Stadtteil ähnlich wie Manhattan zu errichten, wird dies als Manhattanisierung bezeichnet. Der Ausdruck Manhattanisierung wurde weiterhin für die Baublase in Las Vegas und in Miami zwischen 2003 und 2008 verwendet, bei der über 50 Wolkenkratzer in der Innenstadt entstanden.
Im Zusammenhang des Baubooms in Santiago de Chile wurde der angelehnte Begriff «Sanhattan» geprägt. Im hispanischen Sprachraum wurde der Begriff manhattanización ebenfalls für die Modernisierungsprozesse in Madrid verwendet.